# Museumsdokumentation
Die Museumsdokumentation beschäftigt sich mit der Dokumentation der in den Museen bewahrten materiellen und immateriellen Kulturgüter, Kunstwerke und naturkundlichen Objekten. Sie umfasst die Sammlung, Erschließung und Zugänglichmachung von Informationen zu Museumsobjekten. Die Museumsdokumentation kann als Teilgebiet der Museologie angesehen werden.

## Erfassung und Inventarisierung
Die Inventarisierung als Bestandteil der Museumsdokumentation bezeichnet den Prozess der Inventarerstellung im Museum. Alle vom Museum erworbenen Objekte sollten in dieses Inventar eingetragen werden. Das Inventar dient zum einen als Rechtsnachweis. Fragen der Provenienzforschung und Besitzverhältnisse können mithilfe des Inventars geklärt werden. Zum anderen dient es als Identifizierungs- und Dokumentationswerkzeug. Erfasst werden hier neben der Inventarnummer, das Eingangsdatum, die Objektbezeichnung, die Art des Zugangs, der Vorbesitz und der Ankaufswert. Mit dem Eintrag in das Inventar und der Vergabe einer Inventarnummer wird das Objekt zum Bestandteil der musealen Sammlung. Da im Inventarisierungsprozess mannigfaltige Informationen zu den Museumsobjekten selber, aber auch zu deren Kontext, festgehalten werden, können Objekte anhand dieser Metadaten eindeutig und schnell identifiziert werden. Dies wird durch eine systematische Erfassung, einheitliche Verarbeitung und eindeutige Bezeichnungen bedingt, die für eine gute Inventarisierung essentiell sind. Alle weiteren Arbeitsschritte der Museumsdokumentation bauen auf der Inventarisierung auf. Die gesammelten Inventardaten dienen jedoch nicht nur der museumsinternen Sammlungsverwaltung, sondern bilden auch eine Grundlage für die Kommunikation mit Dritten und die Datenfreigabe. Gleichzeitig werden bereits Daten erhoben, die als Kataloginformation quellenwissenschaftliche und museologische Tatsachen und Meinungen über die Objekte betreffen.
Bei der Dokumentation von Kunst- und Kulturobjekten werden unter anderem folgende Aspekte erfasst: Daten zur Herstellung (Datierung, Hersteller, Funktion), kunsttechnologischer Befund (Maße, Material, Technik), Werkgenese, bzw. -geschichte (Provenienz), Erhaltungszustand. Die so gesammelten Informationen bilden eine wichtige Grundlage für die Kernaufgaben der Museen: Sammeln, Forschen, Bewahren und Vermitteln. Das Hauptprodukt und Arbeitsmittel der Inventarisierung ist das Inventarbuch.

## Katalogisierung und kontrolliertes Vokabular
Nach der Inventarisierung erfolgt die Katalogisierung. Im Zuge der Katalogisierung werden Informationen erfasst, die über die Inventarisierung hinausgehen und die Objekte werden in die  Klassifikation des Museums eingearbeitet. Geschah dies früher zumeist mittels einer auf Karteikarten basierenden Systematik, so werden heute hierfür immer häufiger moderne Datenbanksysteme eingesetzt (z. B.Axiell Collections, Daphne, IMDAS etc.), die häufig über Module zur Onlinepräsentation der Objekte verfügen (z. B. die Objektdatenbanken des Deutschen Historischen Museums, der Staatlichen Museen zu Berlin, des Stadtgeschichtlichen Museums in Leipzig etc.). Darüber hinaus wurde begonnen die Online-Ressourcen der verschiedenen Einrichtungen in Deutschland mittels einer gemeinsamen Suchmaschine national (BAM-Portal) und international (Europeana) zentral zugänglich zu machen. Die Anzahl der Museumsobjekte ist hierbei naturgemäß geringer als die nachgewiesenen Materialien aus Archiven und Museen.
Während Bibliotheken und Archive auf konkrete Titel zurückgreifen oder diese bilden können, um ein Objekt relativ exakt einzuordnen, ist die Erschließung musealer Objekte ungleich schwieriger, weil sowohl formale Informationen als auch historische Einordnung, Aufbewahrungsbedingungen, sowie rechtliche Belange bezüglich der Herkunft des Objektes eindeutig erfasst werden müssen. Auch in der Museologie kommt kontrolliertem Vokabular wie Thesauri, Klassifikationen wie Iconclass eine große Bedeutung zu. Ein kontrolliertes Vokabular ist ein Verzeichnis von Fachbegriffen zur Vereinheitlichung von Metadaten. Mit ihm können Objekte und Digitalisate eindeutig beschrieben und wiederauffindbar gemacht werden. 
Um Museumsobjekte umfassend zu erschließen und die Zusammenführung digitaler Objektinformationen unterschiedlicher Einrichtungen zu ermöglichen, ist ein umfangreiches, fachlich gestütztes Museumsvokabular erforderlich. Um solche Vokabulare verfügbar zu machen, haben die Fachgruppe Dokumentation/DMB, das Zuse-Institut Berlin, das digicult-SH-Projekt und das Institut für Museumsforschung eine Webseite zum Thema Museumsvokabulare initiiert.
Für kulturgeschichtliche Museen hat vor allem der Schweizer Walter Trachsler auf diesem Gebiet Pionierarbeit geleistet.